# 도블레 카라
《도블레 카라》(필리핀어: Doble Kara)는 2015년부터 2017년까지 방영된 필리핀의 드라마이다.